# ان مرسی هانت
اَن مرسی هانت (انگلیسی: Ann Mercy Hunt؛ ۲۵ اکتبر ۱۹۳۸ – ۲۵ ژوئن ۲۰۱۴) یک برگزارکنندهٔ کارزار جامعه مدنی و پژوهش‌گر پزشکی اهل بریتانیا بود.
او دانش‌آموختهٔ رشتهٔ شیمی در دانشگاه کمبریج و یکی از بنیان‌گذاران «انجمن توبروز اسکلروزیس» در سال ۱۹۷۷ میلادی بود و خودش نیز مبدل به یک پژوهش‌گر برای بیماری گردید. پسر کوچک او در سن ۱۳ سالگی در اثر این بیماری درگذشت.  با پشتیبانی سازمان او، ژن TSC2 در سال ۱۹۹۷ میلادی توسط کنسرسیوم اروپا کشف شد.
او بابت برپایی انجمن توبروز اسکلروزیس، نشان امپراتوری بریتانیا دریافت داشت.